# Šarypovskij rajon
Lo Šaripovskij rajon è un rajon (distretto) del kraj di Krasnojarsk, nella Russia siberiana centrale; il capoluogo è la città di Šarypovo, che costituisce tuttavia entità amministrativa a sé stante, dipendente direttamente dal kraj.